# Zabródek

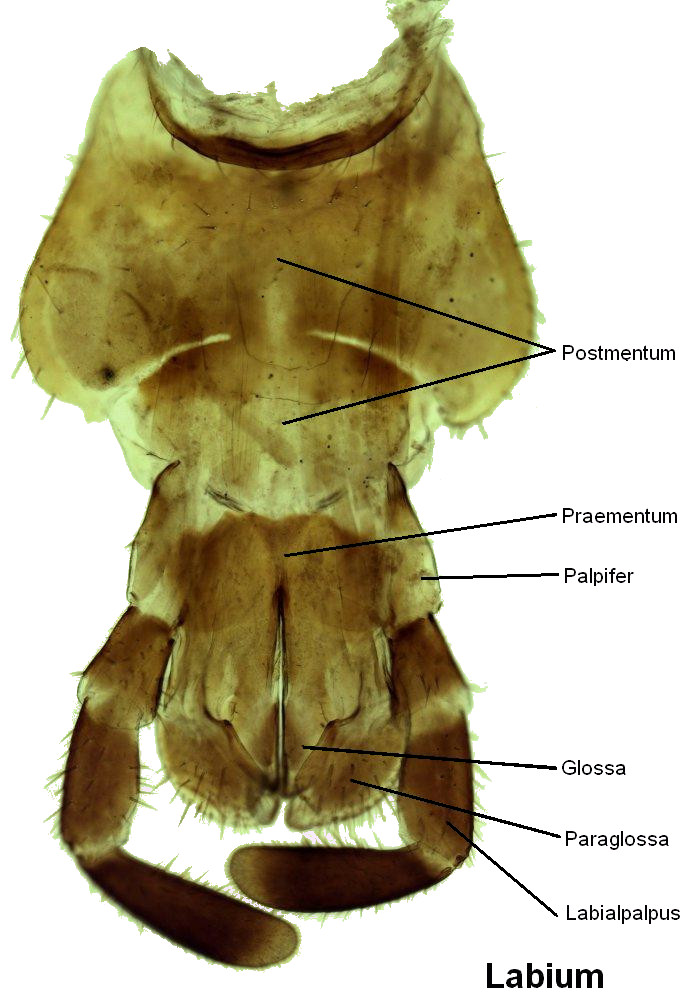
Warga dolna przybyszki amerykańskiej. Przedbródek podpisany Postmentum

Zabródek (łac. postmentum) – element narządów gębowych sześcionogów, wchodzący w skład wargi dolnej.
Zabródek stanowi brzuszną powierzchnię postlabium – nasadowej (dosiebnej) części wargi dolnej, oddzieloną od bardziej wierzchołkowego (odsiebnego) przedbródka za pomocą szwu wargowego (łac. sutura labialis). Ponieważ warga dolna powstaje z przekształcenia się szczęk drugiej pary, przedbródek jest narządem homologicznym połączonych pieńków szczęk, a zabródek uznaje się za homolog ich połączonych kotwiczek. Cechy związane z migracją ujść gruczołów wargowych oraz budowa wargi dolnej przerzutków wskazywać mogą jednak, że w budowie zabródka biorą również udział fragmenty sternum segmentu wargowego głowy. Oznaczać to może kardinosternalną genezę zabródka. W pierwotnym planie budowy tylna część zabródka leży blisko otworu potylicznego, a jego tylne kąty blisko tylnych jamek tentorialnych, jednak często jest on od wspomnianych struktur oddalony przez wydłużone zapoliczki lub płytkę gardzielową, czyli gulę.
Sklerotyzacja zabródka jest bardzo zmienna i prawidłowe wyznaczenie jego granic możliwe jest często tylko dzięki analizie punktów przyczepu mięśni. Mięśniami wychodzącymi z zabródka są musculus postmentomembranus i musculus postmentoloralis. Są to pośrodkowe mięśnie wargi dolnej pozaczepiane na innych jej elementach i na suspensorium podgębia. Wszystkie pozostałe mięśnie wargi dolnej, w tym wszystkie łączące ją z właściwym szkieletem głowy, pozaczepiane są na prelabium, głównie na przedbródku. W pierwotnym planie budowy zabródek ma pojedynczą płytkę (sklerotyzację), która zajmuje całą jego powierzchnię. Taka sytuacja występuje np. u przerzutek, rybików, termitów i wielu sieciarek. U innych grup sklerotyzacja ta może być ograniczona jedynie do nasadowej części zabródka lub stanowić tylko niewielki sklerycik, jak to ma miejsce u większości gąsienic. Wreszcie zabródek może być całkowicie błoniasty, np. w przypadku larw licznych błonkówek. W aparatach gębowych typu gryzącego często zabródek ma dwie płytki: bardziej nasadowy podbródek i bardziej wierzchołkową bródkę. Taka sytuacja ma miejsce u licznych prostoskrzydłych i dorosłych chrząszczy. Bródka i podbródek połączone mogą być mięśniem. Niekiedy bródka wtórnie zanika i pozostaje jedynie podbórdek, jak to ma miejsce np. u szarańczowatych i modliszkowatych. U chrząszczy podbródek często zrośnięty jest z gulą. Niekiedy zabródek jest silnie przekształcony, np. u larw ważek formuje szypułkę maski, a w aparacie gębowym typu liżąco-ssącego muchówek łękorysych (Cyclorrhapa) tworzy podstawę mięsistego ryjka.